# Cantone di Barlin
Il Cantone di Barlin era una divisione amministrativa dell'arrondissement di Béthune.
È stato soppresso a seguito della riforma complessiva dei cantoni del 2014, che è entrata in vigore con le elezioni dipartimentali del 2015.
Comprendeva i comuni di:
- Barlin
- Drouvin-le-Marais
- Gosnay
- Haillicourt
- Hesdigneul-lès-Béthune
- Houchin
- Ruitz
- Vaudricourt